# 김광수 (1925년)
김광수(金光洙, 1925년 8월 15일 ~ 2013년 2월 24일)는 대한민국의 기업인, 정치인이다. 제 9·10·12·14·15대 국회의원을 역임했다. 전라북도 무주 출신이다.

## 생애
목정 김광수(牧汀 金光洙)는 1925년 1월 15일 전라북도 무주군 무풍면 증산리 삭골(沙洞) 마을에서 중농(中農)이었던 김종의(金種儀)의 슬하 5남 중 막내로 태어났다. 1938년 무풍공립초등학교를 졸업한 뒤 혼자서 ‘중학 강의록’을 공부하다가 가출, 경성부(現 대한민국 서울)로 올라왔다. 이때 경성부에서 먼 친척이었던 우석 김기오(愚石 金基梧) 선생을 만나 양부자(養父子)의 연을 맺었으며 1945년 8월 15일, 경성부에서 조선 광복을 목도하였다.
대한교과서(現 (주)미래엔)는 1948년 양아버지 우석에 의해 설립된다. 1939년 양아버지 김기오 선생이 운영하던 '문화당'에서 일하던 김광수는 이때 대한교과서 창립사원으로 참여했다. 6·25로 서울이 함락되자 ‘대한교과서’ 기능이 중단됐고 김광수는 의용군으로 끌려가던 중 가까스로 탈출, 위기를 모면했다. 이후 국민방위사관 1기로 임관, 참전했으며 육군경리학교 보급장교로 제대했다. 이후 그는 1952년 4월에서 1954년 1월까지 한국독립당 초급행정위원 직위를 지냈고 1954년 1월 한국독립당을 탈당하였다.
한편 그의 양부 우석 선생이 지난날 추진 운영한 '대한교과서'라는 기업체는 1952년 해군 당국의 도움을 받아 부산에 교과서 공장시설을 세워 부활했다. 그리고 1953년 1월, 서울로 돌아온 양부 우석 선생은 창업주라는 산파역으로써 1954년 ‘현대문학사’를 설립한다. 1961년 김광수는 창업주의 뒤를 이어 대표이사 사장에 올랐다. 연이어 ‘어문각’사장, 대한출판문화협회 회장, 한국잡지발행인협회 이사장 등의 직함을 가졌다. 1964년에는 ‘새소년’을 창간했다. 당시 ‘새소년’은 어린이들 사이에 인기가 있었다. 1968년에는 새한물산 회장을 맡았다.
김광수는 출판 인생 외에 국회의원을 다섯 차례나 지내 정계에도 잘 알려진 인물이다. 1973년 무소속을 시작으로 15대 국회의원까지 5선의원을 지내면서 한국국민당 부총재, 자민련 부총재 등을 역임했다. 1998년부터 2000년까지 국회 윤리특별위원회 위원, 국회 문화관광위원회 위원, 간사로 활동하였다.
2013년 노환으로 별세했다.

## 경력
- 1965년 새한제지 대표
- 1968년 인쇄공협 이사장
- 1968년 새한물산 회장
- 1973년 ~ 2000년  제9,10,12,14,15대 국회의원
- 1978년 대한오륜위원회 상임위원
- 1979년 민주공화당중앙위 부의장
- 1979년 국회 건설위원회 위원
- 1981년 ~ 1992년 현대문학사 사장
- 1981년 대한교과서 회장
- 1982년 전라북도 도시가스협회 회장
- 1985년 한국국민당 부총재
- 1985년 국회 경제과학위원회 위원
- 1987년 대한교과서 사장
- 1990년 민자당 진안.무주.장수 조직책
- 1992년 ~ 1993년 민자당 당무위원
- 1992년 국회 보건사회위원회 위원
- 1993년 민자당 당무위원
- 1995년 국회 교육위원회 위원
- 1995년 신한국당 국회의원
- 1997년 ~ 1998년 자유민주연합 부총재
- 1998년 자유민주연합 6.4지방선거 전북지역 선거대책위원장
- 1998년 ~ 2000년 국회 문화관광위원회 위원
- 1998년 ~ 2000년 국회 문화관광위원회 간사
- 1998년 ~ 2000년 국회 윤리특별위원회 위원

## 수상
- 보관문화훈장

## 역대 선거 결과
|  | 27.02% |

|  | 35.66% |

|  | 19.98% |

|  | 38.5% |

|  | 16.2% |

|  | 29.02% |